# Tinsukia
Tinsukia (assamesisch তিনিচুকীয়া Tinicukīẏā) ist eine Stadt im indischen Bundesstaat Assam im Distrikt Tinsukia. 2011 lebten dem offiziellen Zensus zufolge in Tinsukia ca. 125.000 Menschen. Der Name Tinsukia leitet sich ab von einem See im Stadtgebiet, dem Tinkunia Pukhuri-See. Der größte Bahnhof Assams befindet sich in der Stadt Tinsukia, die durch einen Expresszug („Brahmaputra Mail“) direkt mit der Hauptstadt New Delhi verbunden ist. In der Umgebung von Tinsukia befinden sich Erdölfelder, Kohlevorräte (Makum und Dilli-Jeypore/„Dilli Colliery“) und Teeplantagen. 
Die Digboi Raffinerie, eine der größten und ältesten Erdölraffinerien Asiens, befindet sich im Distrikt Tinsukia. Bereits im 19. Jahrhundert wurde hier Rohöl gefördert. Der Digboi Club verfügt über einen Golfplatz mit 18 Löchern. 